# Meneau

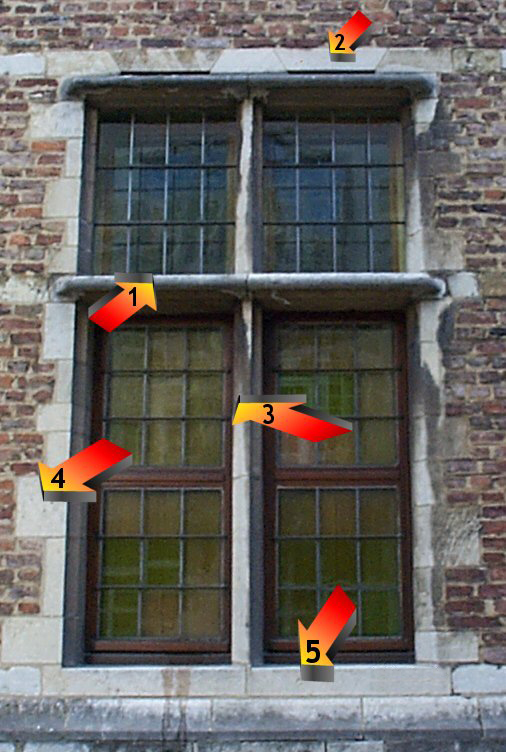
Fenêtre à croisée : 1. traverse ; 2. linteau ; 3. montant ou meneau ; 4. jambage ; 5. appui.

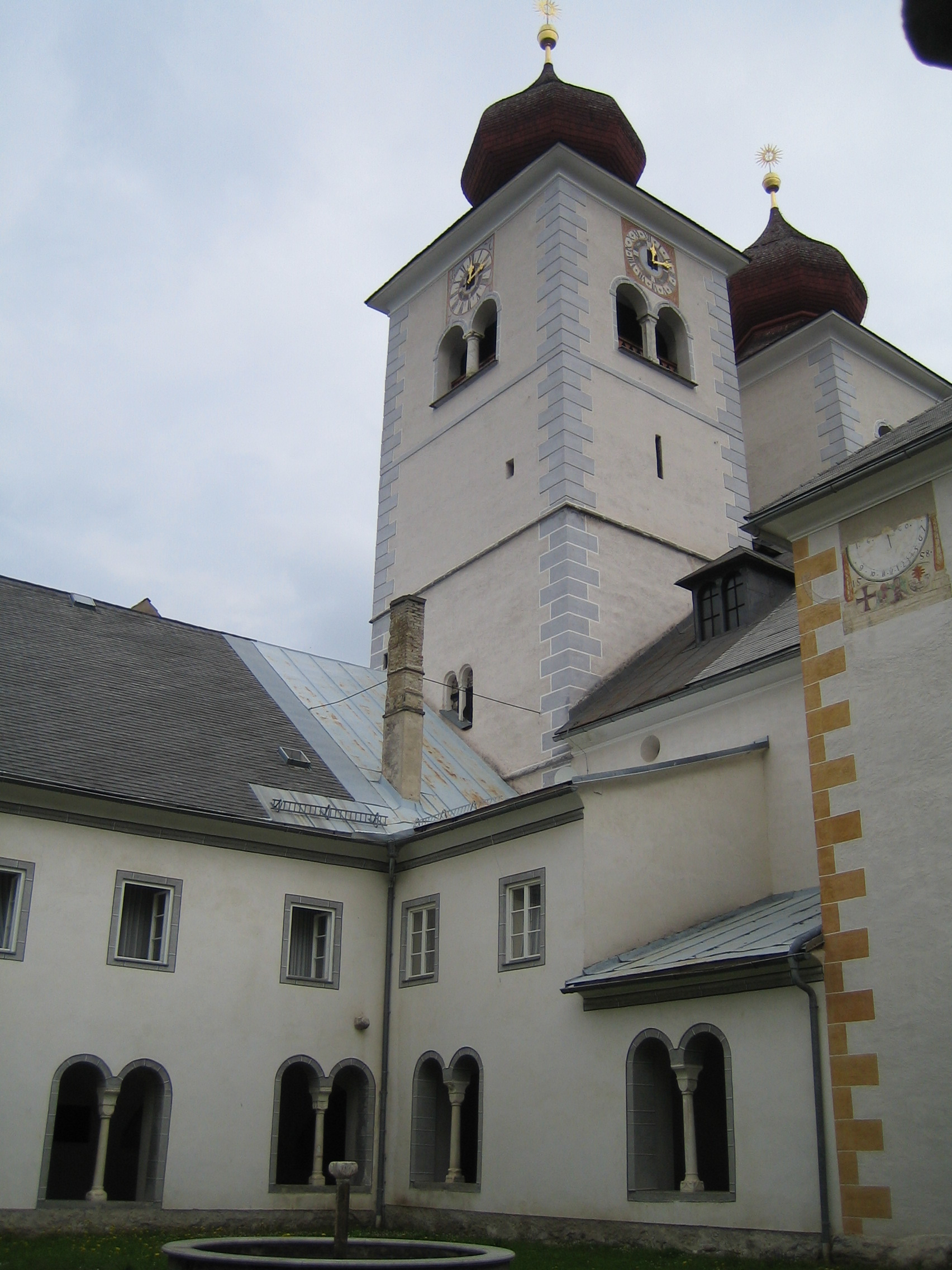
Porte et fenêtres à meneaux d'un cloître.

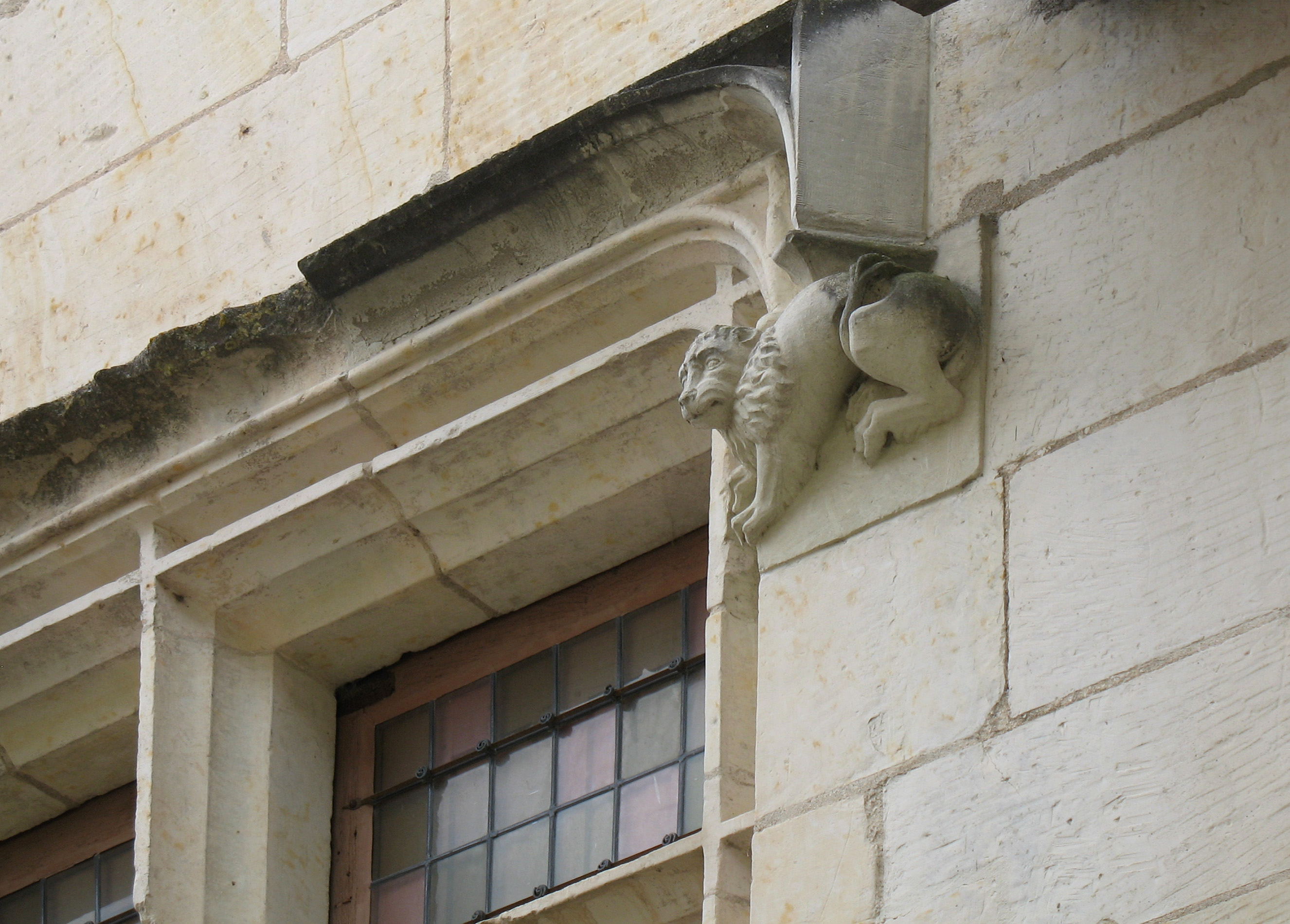
Fenêtre à meneaux en tuffeau ouvragé à Crissay-sur-Manse.

Un meneau est un élément structural vertical en pierre de taille, bois ou fer qui divise la baie d’une fenêtre ou d’une porte.
L'objectif principal du meneau est d'être un soutien structurel à un arc ou linteau au-dessus de cette ouverture. Son objectif secondaire peut aussi d'être un cadre rigidifiant le vitrage de la fenêtre, il est alors associé à des éléments horizontaux de soutien appelés traverses.
Une fenêtre à menaux divisée en deux baies par un pilier central peut prendre le nom italien de bifora.

## Histoire
Des meneaux de pierre ont été utilisés dans l'architecture égyptienne, arménienne, saxonne et islamique avant le Xe siècle. Ils sont devenus courants en Europe dans les grands édifices (église, galerie, cloître) de l'architecture romane, notamment au niveau de portes et fenêtres géminées divisées par un meneau en forme de colonne ou de pilier supportant un arc ou une arcade.
Dans l'architecture gothique, les fenêtres et les vitrages (grâce à leur montage en barlotières de fer) sont devenus plus grands pour augmenter la surface éclairante : la création d'une imposte, parfois deux superposées, entraîne la multiplication des meneaux de soutien aussi bien dans l'architecture civile que religieuse : d'abord de formes géométriques, ils ont une fonction ornementale en adoptant des moulures et des formes contournées dans les remplages du gothique flamboyant.
La traverse, généralement à mi-hauteur ou 2/3 de hauteur, se développe au XIIIe siècle. Les traverses et meneaux assemblés perpendiculairement sont appelés croisillons et sont caractéristiques de la fenêtre à croisée (fenestra crosata) de la Renaissance.
Les propriétaires français détruisent leurs meneaux à la suite de l'impôt sur les portes et fenêtres institué en 1798. Les fenêtres à meneaux disparaissent progressivement à l'époque moderne avec néanmoins des réemplois ponctuels dans le style néo-Renaissance et néogothique ou le mur-rideau moderne.

## Galerie de photographies

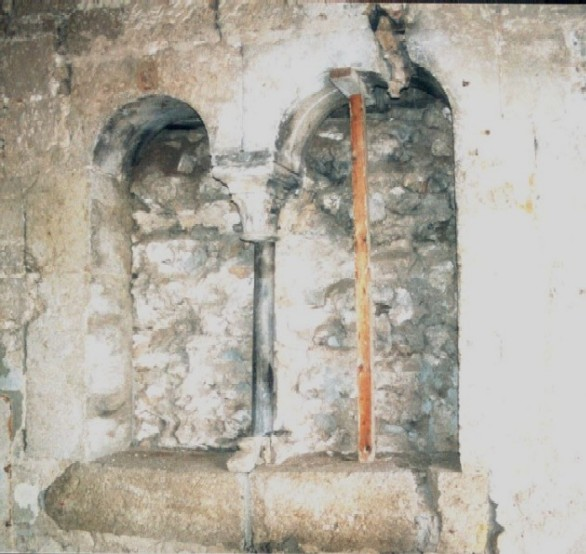
Fenêtre géminée d'un logis seigneurial roman.
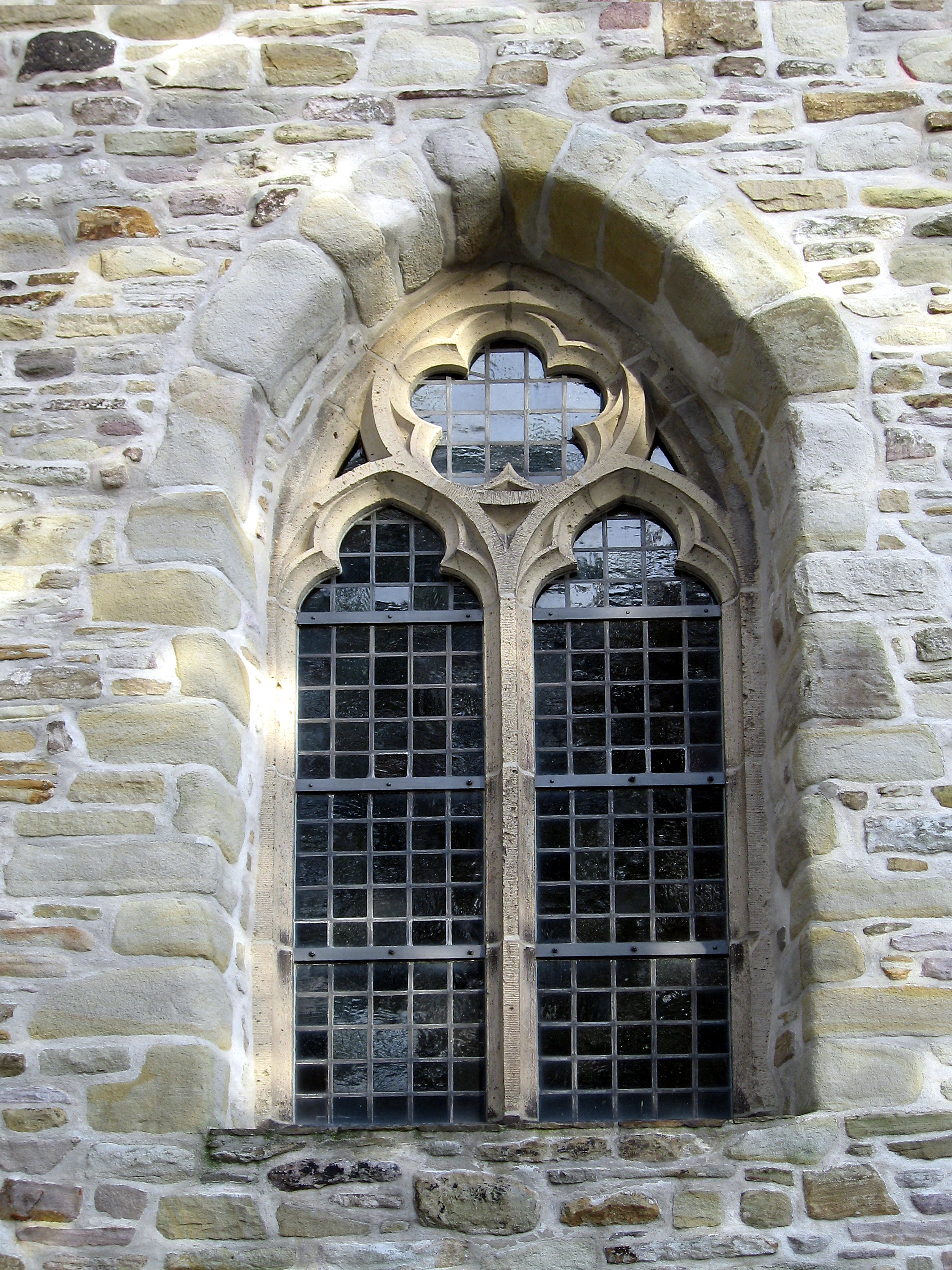
Baie gothique à meneau et œil-de-bœuf.
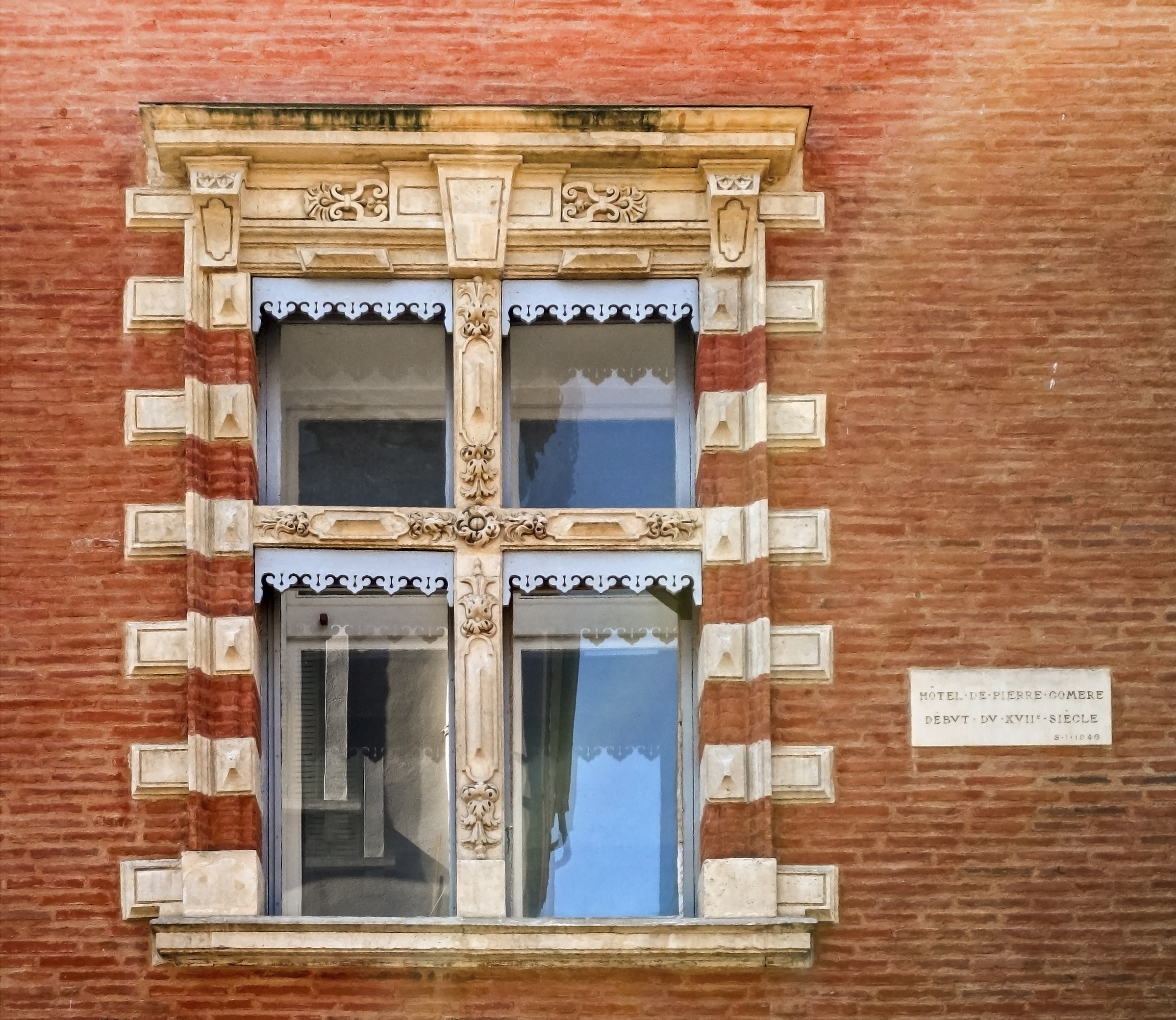
Meneau style Renaissance.

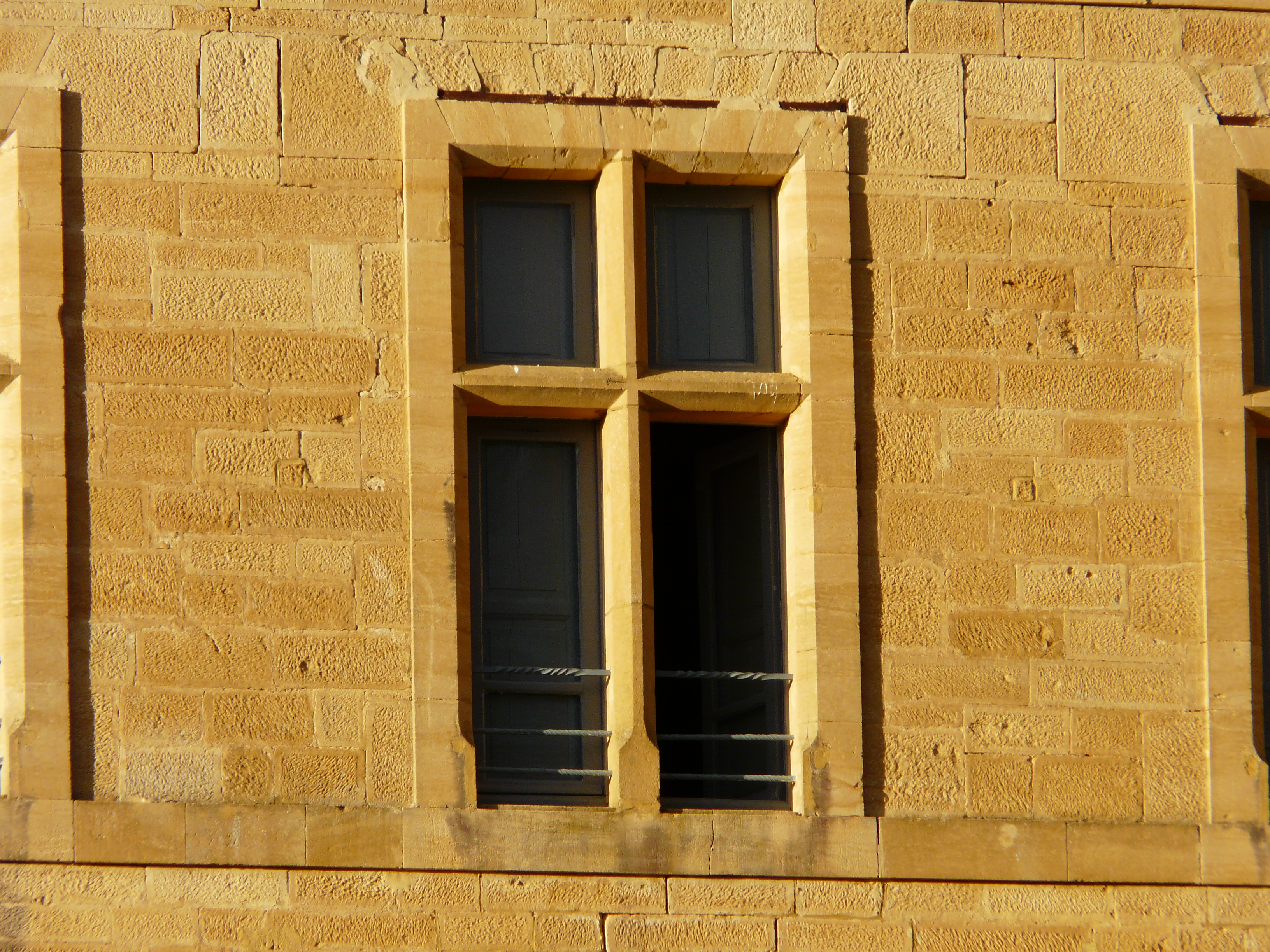
Meneau à moulure prismatique.
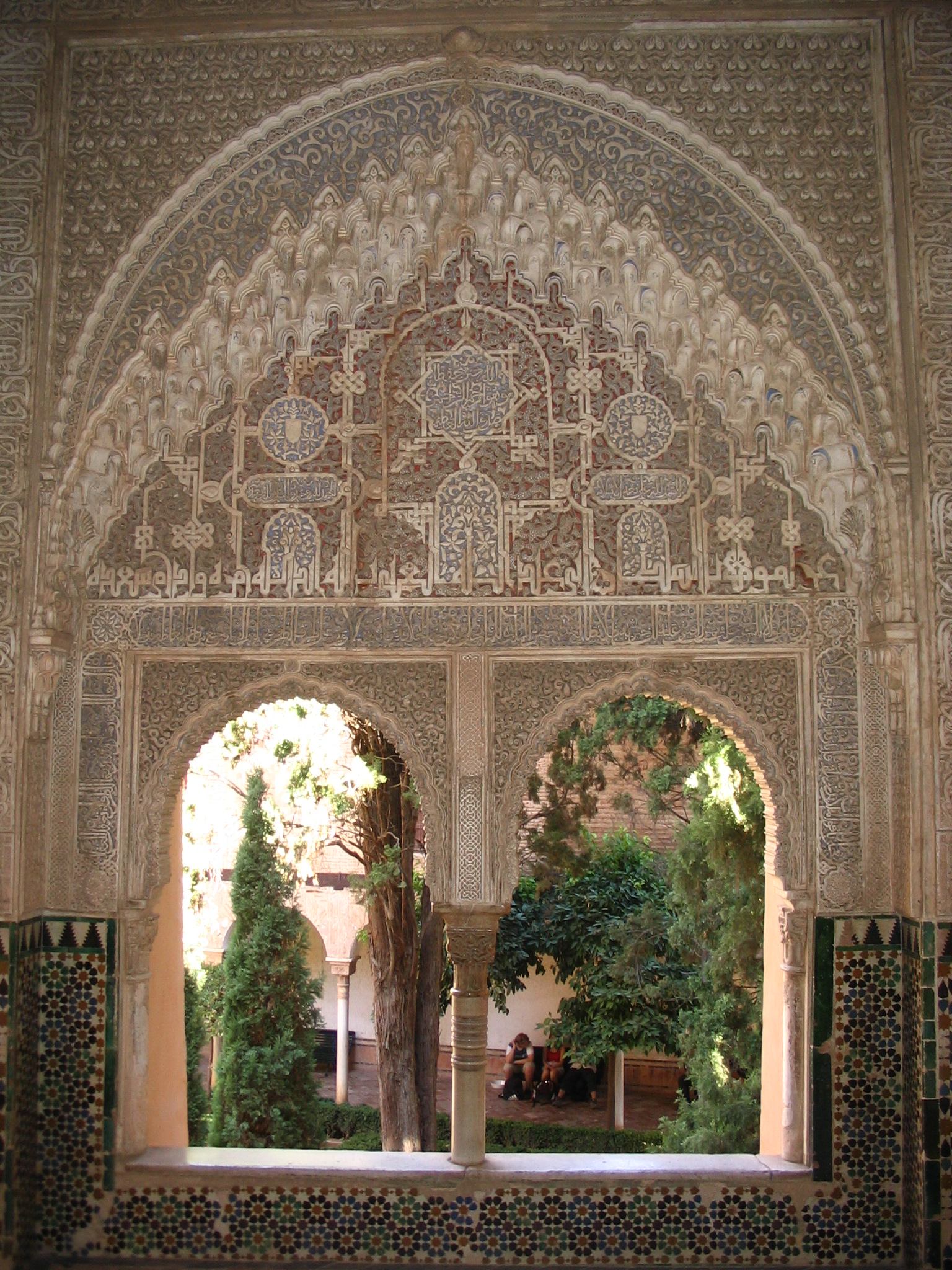
Fenêtre maure ornée d'un meneau en colonne, Alhambra.
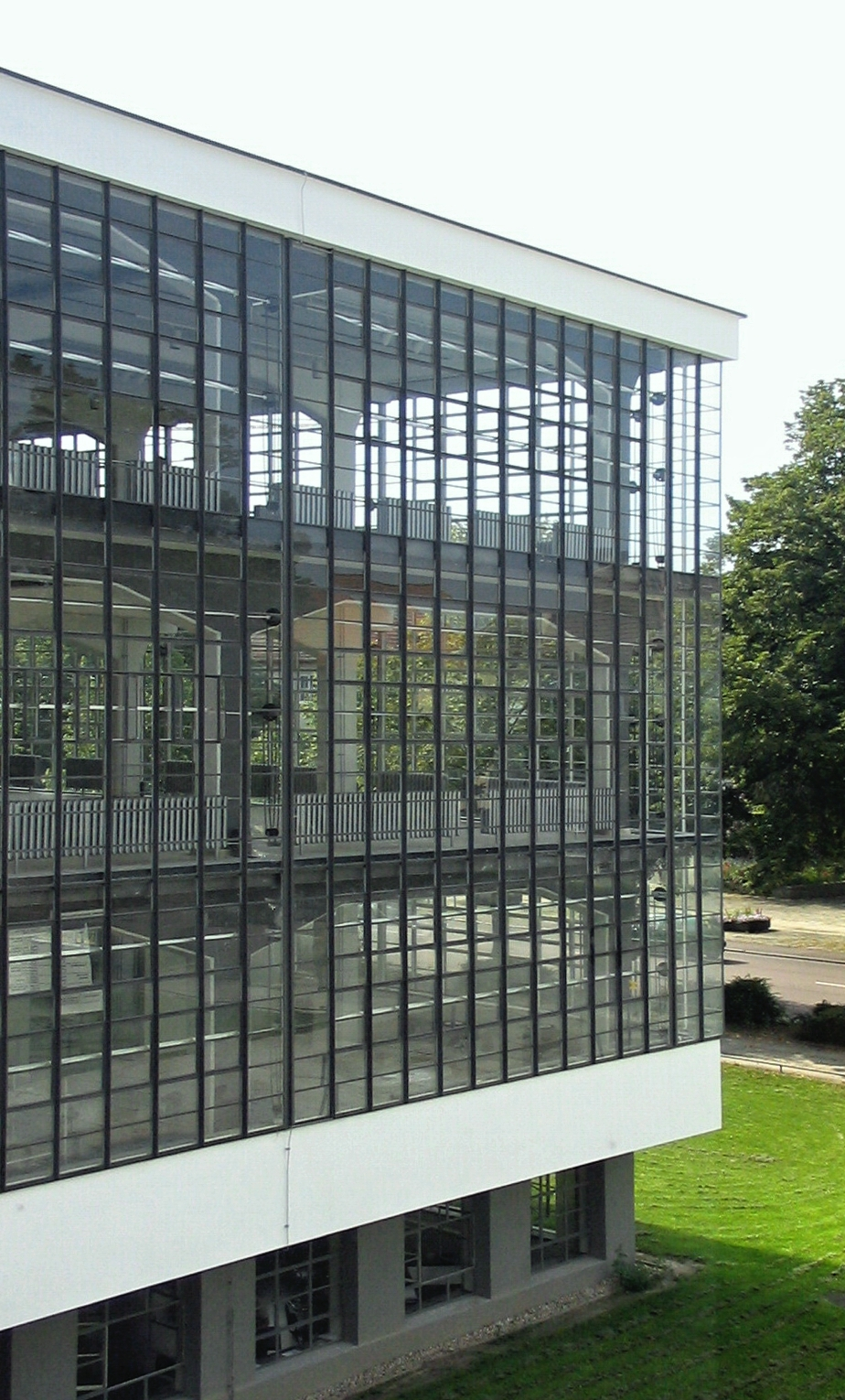
Meneaux en aluminium d'un mur-rideau moderne.